# 4148 McCartney
A 4148 McCartney (ideiglenes jelöléssel 1983 NT) a Naprendszer kisbolygóövében található aszteroida. Edward L. G. Bowell fedezte fel 1983. július 11-én.